# Generalidad de Cataluña
La Generalidad de Cataluña (en catalán Generalitat de Catalunya, en aranés Generalitat de Catalonha) es el sistema institucional en que se organiza políticamente la comunidad autónoma española de Cataluña. Está formada por el Parlamento, el Consejo Ejecutivo o Gobierno, la Presidencia de la Generalidad, y por las otras instituciones que el Estatuto de Autonomía de Cataluña de 2006 y las leyes establecen.

## Historia

### Diputación del General

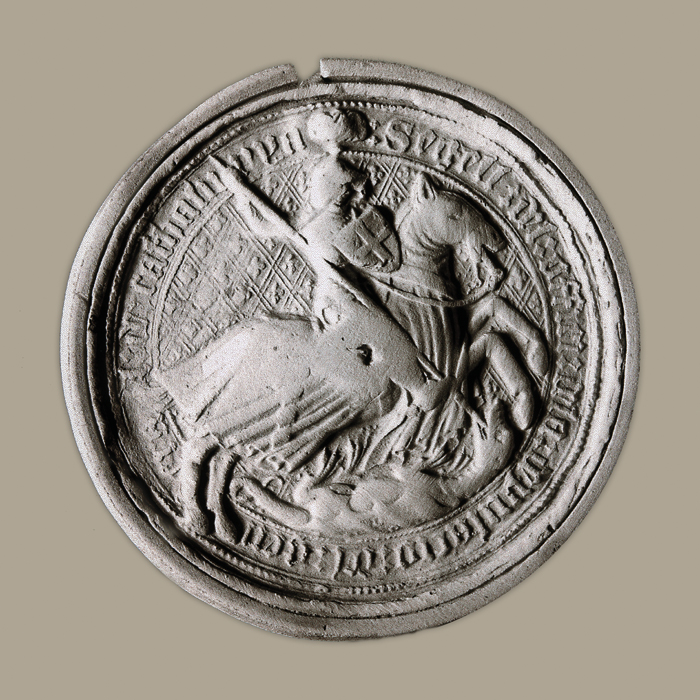
Sello de la Diputación del General del Principado de Cataluña de finales del siglo XV que representa a su patrón portando el escudo de la Cruz de San Jorge que eran las armas de la Generalidad de Cataluña. En torno la leyenda: S(igillum) : CORTIUM : ET : PARLAMENTORUM : GENERALIUM : PRINCIPATUS : CATHALONIE ('Sello de las Cortes y el Parlamento del General del Principado de Cataluña').

La Generalidad de Cataluña debe su origen a las Cortes Catalanas, que durante el reinado de Jaime I el Conquistador se reunieron convocadas por el rey como representantes de los Brazos o estamentos: eclesiásticos, nobleza militar y el real o "de villas reales".
Bajo el reinado de Pedro el Grande, las Cortes Catalanas tomaron forma institucional. El rey era obligado a celebrar Cortes Generales anualmente. Las Cortes ejercían funciones de consejo y también legislativas por medio de los denominados "tres brazos": el eclesiástico, el militar y el popular o cámara real.
El primer paso hacia la institución de la Generalidad se produjo en las Cortes celebradas en 1289 en Monzón, al designarse una Diputación del General, comisión temporal para recaudar el "servicio" o tributo que se concedía al rey. Este impuesto era conocido popularmente como generalidad, nombre que se exportó a Francia donde se crearon las generalités o distritos fiscales. Con el paso del tiempo, el nombre oficioso de Generalidad terminó suplantando el nombre oficial de Diputación del General.
En las Cortes de 1358-1359 celebradas en Barcelona, Villafranca del Panadés y Cervera, las Cortes designaron a doce diputados con atribuciones ejecutivas en materia fiscal, así como unos "oyentes de cuentas" que controlaban la administración bajo la autoridad del que está considerado como primer presidente de la Generalidad, Berenguer de Cruïlles.
En el interregno producido por la muerte de Martín el Humano, la Generalidad asumió responsabilidades políticas. El sistema de elección de los diputados fue objeto de constante discusión. En las Cortes del 1455, y para evitar el nepotismo oligárquico, se introdujo el sistema de insaculación: los diputados salientes elegían a doce candidatos entre los que se elegía uno al azar.
Aunque en la Guerra de Sucesión la Generalidad ocupó un lugar secundario, fue liquidada mediante el Decreto de Nueva Planta de 1716.

### Restauración carlista

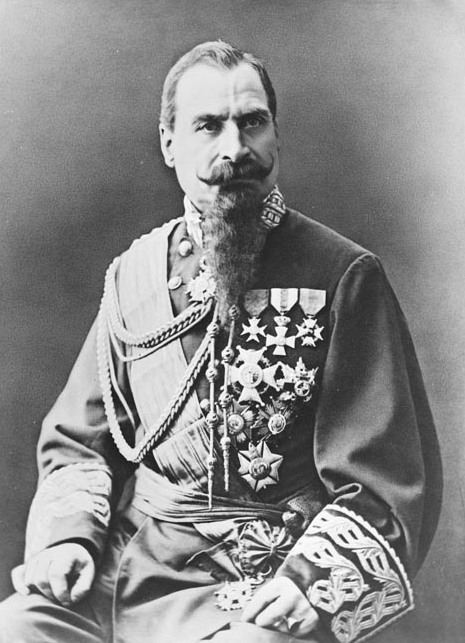
General Rafael Tristany, comandante general del Principado y primer Presidente de la Diputación General de Cataluña restaurada por los carlistas en 1874.

El pretendiente carlista Carlos VII llamó a la revuelta el 15 de abril de 1872 y fue seguido en Cataluña, donde dispuso de la colaboración de Ramón Cabrera. Uno de los motivos que empujaron a Cataluña a sumarse a la revuelta fue la promesa de restitución de los fueros catalanes y la restauración de la Generalidad de Cataluña, ambos abolidos en 1714 por Felipe V. El pretendiente carlista impulsó el 1872 la lucha en Cataluña enviando su hermano Alfonso Carlos de Borbón. Las tropas de los carlistas catalanes comandadas por Rafael Tristany tomaron Vic, Manresa y Olot ante la impotencia y desesperación del gobierno de Madrid. Estas conquistas ofrecieron a los carlistas el dominio de una vasta parte de toda la Cataluña interior mientras las fuerzas leales al gobierno de Madrid apenas tenían capacidad para asegurar las ciudades costeras.
El primer acto simbólico de la restauración de las instituciones constitucionales propias de Cataluña fue la jura de los fueros. Seguidamente y a fe de restaurar las instituciones constitucionales de Cataluña abolidas después de 1714 los carlistas restauraron oficialmente la Diputación General de Cataluña el 1 de octubre de 1874. En fue declarado Presidente el general Rafael Tristany, que juró los fueros en Olot y este sería seguido después por Francisco Savalls. La restitución de la Diputación General de Cataluña se consiguió gracias al decreto que el pretendiente carlista Carlos VII había firmado el 26 de julio de 1874 donde confirmaba la promesa de restauración de las antiguas libertades de Cataluña. La sede de la Diputación quedó establecida provisionalmente en San Juan de las Abadesas, localidad desde donde se publicó el Boletín Oficial del Principado de Cataluña desde diciembre de 1874 a marzo de 1875. 
El decreto de constitución de la Diputación de Cataluña firmado en Estella-Lizarra por Carlos VII constaba de veinte artículos que forjaban claramente los pilares de la recuperación de las libertades catalanas. Así el artículo sexto declaraba a la Diputación como el órgano competente para imponer impuestos y recaudarlos. El artículo séptimo la autorizaba a poder realizar empréstitos. El artículo octavo daba poderes a la Diputación para nombrar y sustituir alcaldes y corporaciones municipales. El artículo noveno le autorizaba a nombrar a los funcionarios. El décimo crear cuerpos policiales y a cuidar del ejército. El duodécimo ponía el servicio de correos y telégrafo bajo la autoridad de la Diputación de Cataluña. El decimotercero confirmaba la Diputación para procurar por la instrucción pública. El decimocuarto instaba la Diputación crear en el mínimo espacio de tiempo la Real Audiencia de Cataluña con dos salas y tres magistraturas cada una. Segundo de historiador Jaume Grau «la restauración carlista retornaba a Cataluña Impuestos, Justicia, Municipios, Policía, Ejército, Enseñanza, Funcionarios, toda una serie de poderes competenciales que Cataluña hoy en día aún no ha recuperado. Nadie puede negar que una de las motivaciones principales que impulsaba a los carlistas catalanes era la recuperación de las libertades perdidas en 1714». 
La lucha continuó hasta que en Madrid fue proclamado como rey de España Alfonso XII, porque después de la batalla de Montejurra el 17 de febrero de 1876 el pretendiente carlista Carlos VII tuvo que pasar a Francia y poco después Alfonso XII entraba en Pamplona. La derogación de los Decretos de Nueva Planta de Felipe V y la restauración de la Generalidad de Cataluña se daba por terminada y se consolidaba el período histórico conocido por Restauración borbónica (1874-1931).

### Período republicano
El 17 de abril de 1931, tres días después de la proclamación de la República Catalana, se restauró —solo en nombre y como símbolo— la Generalidad de Cataluña, como órgano de gobierno provisional para Cataluña, hasta su establecimiento definitivo como órgano de autogobierno de la región autónoma por la ley de 15 de septiembre, cuando se promulgó el Estatuto de autonomía de 1932. Tras la fallida proclamación del Estado Catalán en octubre de 1934, la Generalidad es suspendida y no fue restaurada hasta el triunfo del Frente Popular en febrero de 1936. En 1939, tras el triunfo del bando sublevado, encabezado por el general Franco, fue disuelta. Aunque se reconstituyó en el exilio durante toda la dictadura (1940-1977), con la vuelta a la democracia fue restaurada.

### Período democrático
Con la muerte de Franco, y la llegada de la democracia a España, se restableció la Generalidad de forma provisional el 29 de septiembre de 1977, ahora como poder ejecutivo de Cataluña. El primer presidente de la restablecida Generalidad fue Josep Tarradellas (17 de octubre de 1977), quien también lo era de la Generalidad en el exilio. Tras la entrada en vigor de la nueva Constitución española (29 de diciembre de 1978) y la promulgación del nuevo Estatuto de autonomía de Cataluña (18 de diciembre de 1979), la Generalidad quedó definitivamente asentada.
A Tarradellas le seguirían como presidentes de la Generalidad, Jordi Pujol (24 de abril de 1980-20 de diciembre de 2003), Pasqual Maragall (20 de diciembre de 2003-28 de noviembre de 2006), José Montilla (28 de noviembre de 2006-18 de diciembre de 2010),  Artur Mas (18 de diciembre de 2010-10 de enero de 2016) y Carles Puigdemont (10 de enero de 2016-28 de octubre de 2017).
Entre el 28 de octubre de 2017 y el 17 de mayo de 2018, y como consecuencia de la intervención de la Generalidad por el Gobierno de España, las funciones de presidente de la Generalidad fueron asumidas por el presidente del Gobierno, Mariano Rajoy (quien, a su vez, delegó las competencias en la vicepresidenta Soraya Sáenz de Santamaría). Como resultado de las elecciones celebradas en diciembre de 2017, Joaquim Torra fue elegido presidente de la Generalidad y tomó posesión de su cargo el 17 de mayo de 2018.  En fecha 28 de septiembre de 2020 Joaquim Torra fue inhabilitado por Sentencia del Tribunal Supremo que confirmó la Sentencia del Tribunal Superior de Justicia de Cataluña, perdiendo su condición de Presidente. Según la citada Sentencia del Tribunal Supremo, Joaquim Torra "desobedeció de forma reiterada y contumaz las órdenes de la Junta Electoral Central”.

## Instituciones
Las instituciones de la Generalidad de Cataluña están reguladas en el Título II del Estatuto de autonomía actualmente vigente.

### Parlamento

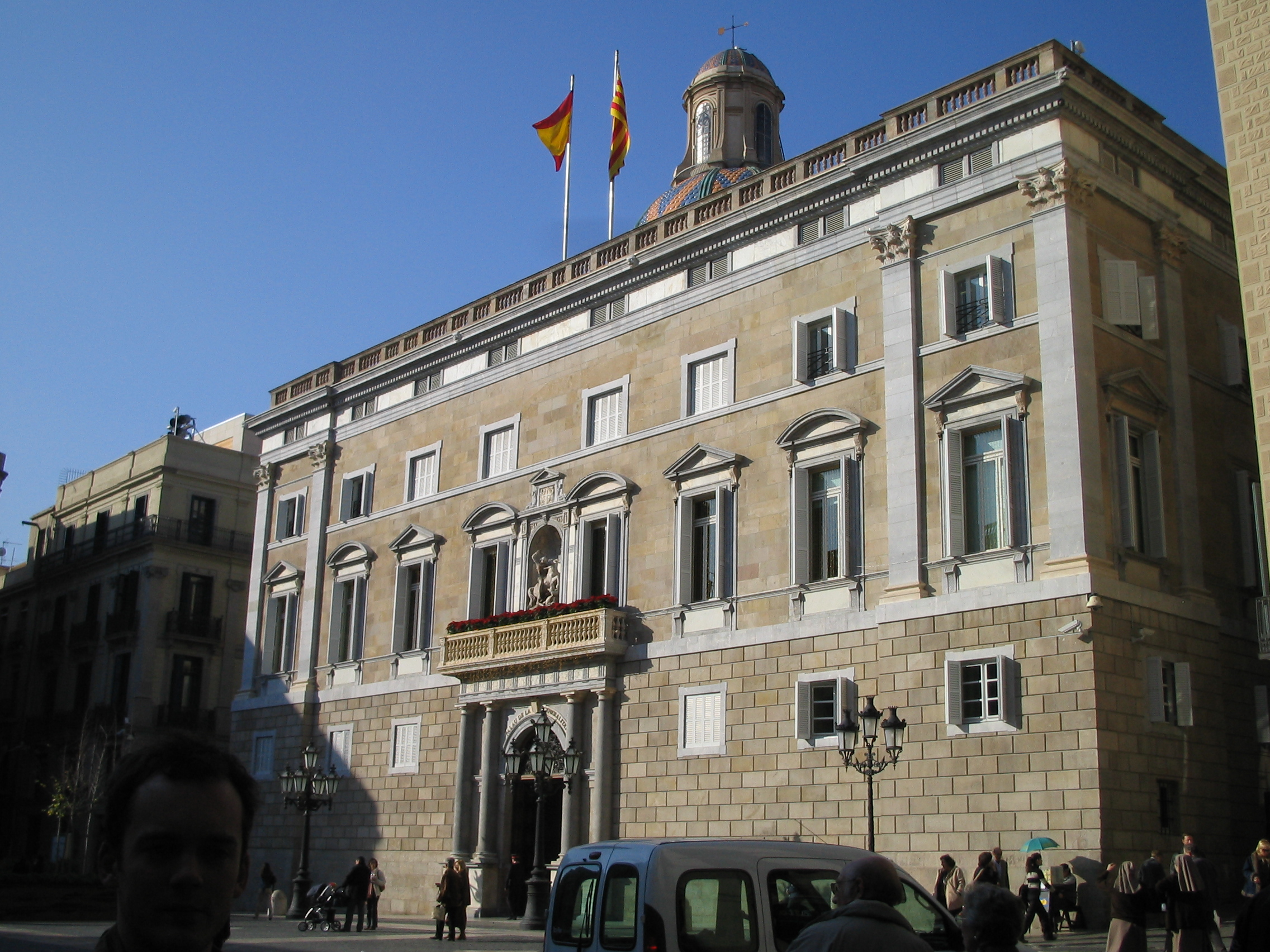
Palacio de la Generalidad de Cataluña

El Parlamento de Cataluña representa al pueblo de Cataluña. Ejerce la potestad legislativa, aprueba los presupuestos de la Generalidad y controla e impulsa la acción política y de gobierno. Ejerce asimismo las otras competencias que le son atribuidas por el ordenamiento jurídico y en especial por el Estatuto de Autonomía de Cataluña.

### Presidente de la Generalidad
El presidente de la Generalidad de Cataluña ostenta la más alta representación de la Generalidad y la ordinaria del Estado en Cataluña. Dirige y coordina la acción del Consejo Ejecutivo o Gobierno. Tiene sede en el Palacio de la Generalidad de Cataluña, en la ciudad de Barcelona. Su nombramiento corresponde al rey.

### Gobierno
El Consejo Ejecutivo o Gobierno de Cataluña es el órgano superior colegiado que dirige la política y la administración de la Generalidad de Cataluña. Es asimismo el titular de la función ejecutiva y de la potestad reglamentaria.
Existen delegaciones territoriales del Gobierno de la Generalidad en Barcelona, Gerona, Lérida, Tarragona, Tierras del Ebro (Tortosa), Cataluña Central (Manresa), Alto Pirineo y Aran (Tremp), y el Panadés (Villafranca del Panadés).
En septiembre de 2019 se aprobó la creación de las Delegaciones del Gobierno de la Generalidad de Cataluña en el Reino Unido e Irlanda (Londres); en Suiza (Ginebra); en Alemania (Berlín); Francia (París); Italia (Roma) y en los Estados Unidos de América (ciudad de Washington).

### Consejo de Garantías Estatutarias
El Consejo de Garantías Estatutarias de Cataluña es un organismo de carácter consultivo que dictamina, en los casos que la ley establece, sobre la adecuación al Estatuto de autonomía de los proyectos o proposiciones de ley sometidos a debate y aprobación del Parlamento de Cataluña. Vela además, en su actuación, por la observación y el cumplimiento de la Constitución y del Estatuto de Cataluña.

### Síndico de Agravios
El Síndico de Agravios (Síndic de Greuges) tiene la función de proteger y defender los derechos y las libertades reconocidas por la Constitución y el Estatuto. A tal fin supervisa la actividad de la Administración de la Generalidad, la de los organismos públicos o privados vinculados que dependen de la misma, la de las empresas privadas que gestionan servicios públicos o realizan actividades de interés general o universal o actividades equivalentes de forma concertada o indirecta y la de las personas con un vínculo contractual con las administraciones públicas. Asimismo, supervisa la actividad de la Administración local de Cataluña y la de los organismos públicos o privados vinculados que dependen de la misma. También puede extender su control a la Administración del Estado en Cataluña, en los términos que establezcan los acuerdos de cooperación con el Defensor del Pueblo.

### Sindicatura de Cuentas
La Sindicatura de Cuentas es el órgano fiscalizador externo de las cuentas, de la gestión económica y del control de eficiencia de la Generalidad, de los entes locales y del resto del sector público de Cataluña. Depende orgánicamente del Parlamento, ejerce sus funciones por delegación del mismo y con plena autonomía organizativa, funcional y presupuestaria, de acuerdo con las leyes.

### Consejo Audiovisual de Cataluña
El Consejo Audiovisual de Cataluña (CAC) es la autoridad reguladora independiente en el ámbito de la comunicación audiovisual pública y privada. El Consejo actúa con independencia del Gobierno en el ejercicio de sus funciones. Los criterios de elección de sus miembros y sus ámbitos específicos de actuación son delimitados por una ley del Parlamento.

## Delegaciones en el exterior
La Generalidad cuenta con una representación en Madrid y Bruselas, abiertas bajo el amparo de los artículos 193 y 194 del Estatuto de Autonomía de Cataluña de 2006, siendo suspendidas las otras catorce abiertas en el período entre 2006 y octubre de 2017, momento en el que tras la aplicación del artículo 155 de la Constitución española fueron suspendidas y extinguidas. La oficina de Bruselas se mantuvo al ser un ente de representación permanente de España en la Unión Europea aprobada por el Tribunal Constitucional y en donde cuentan todas las regiones españolas por igual.

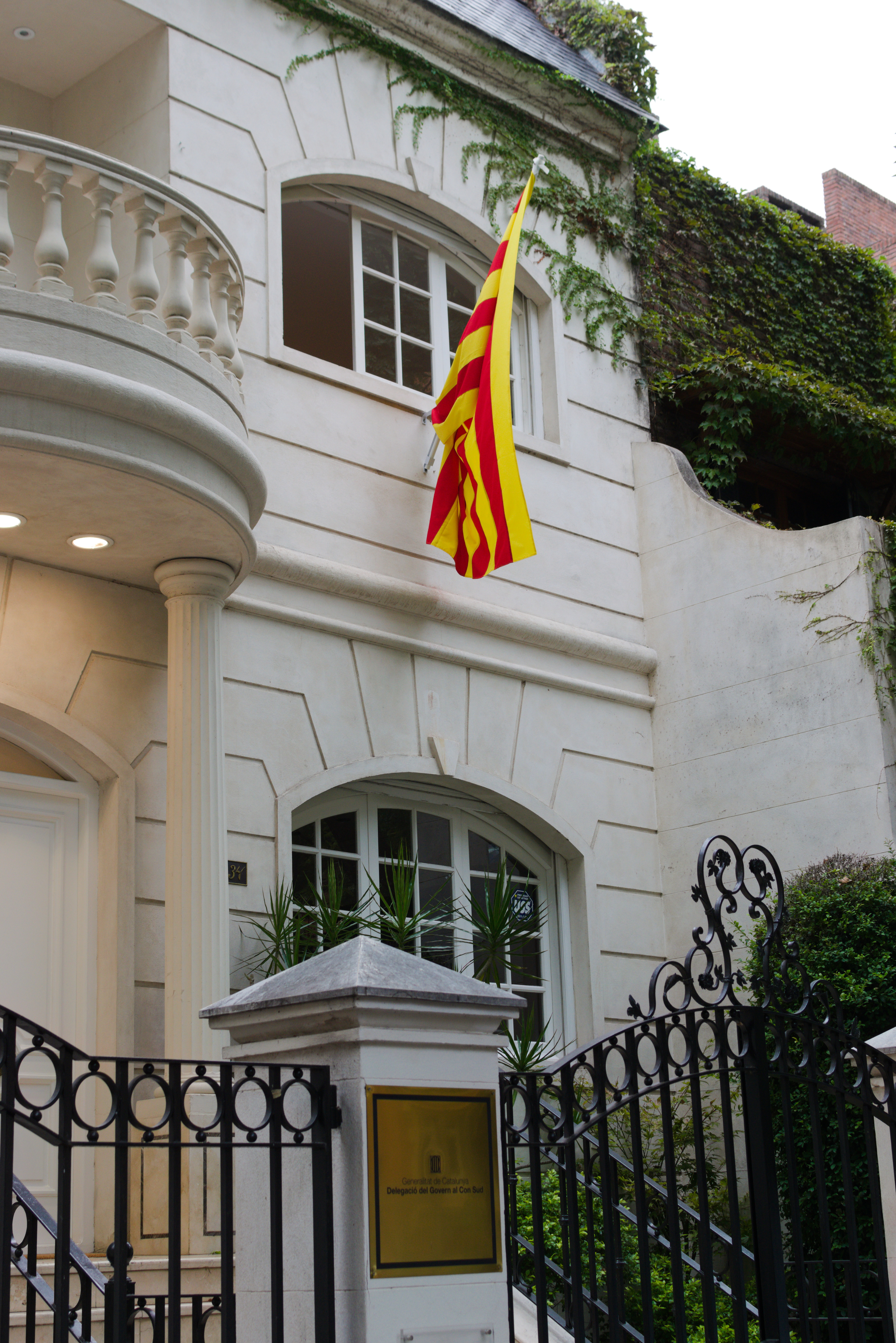
Sede de la Delegación de la Generalidad de Cataluña en el Cono Sur en Buenos Aires, Argentina.
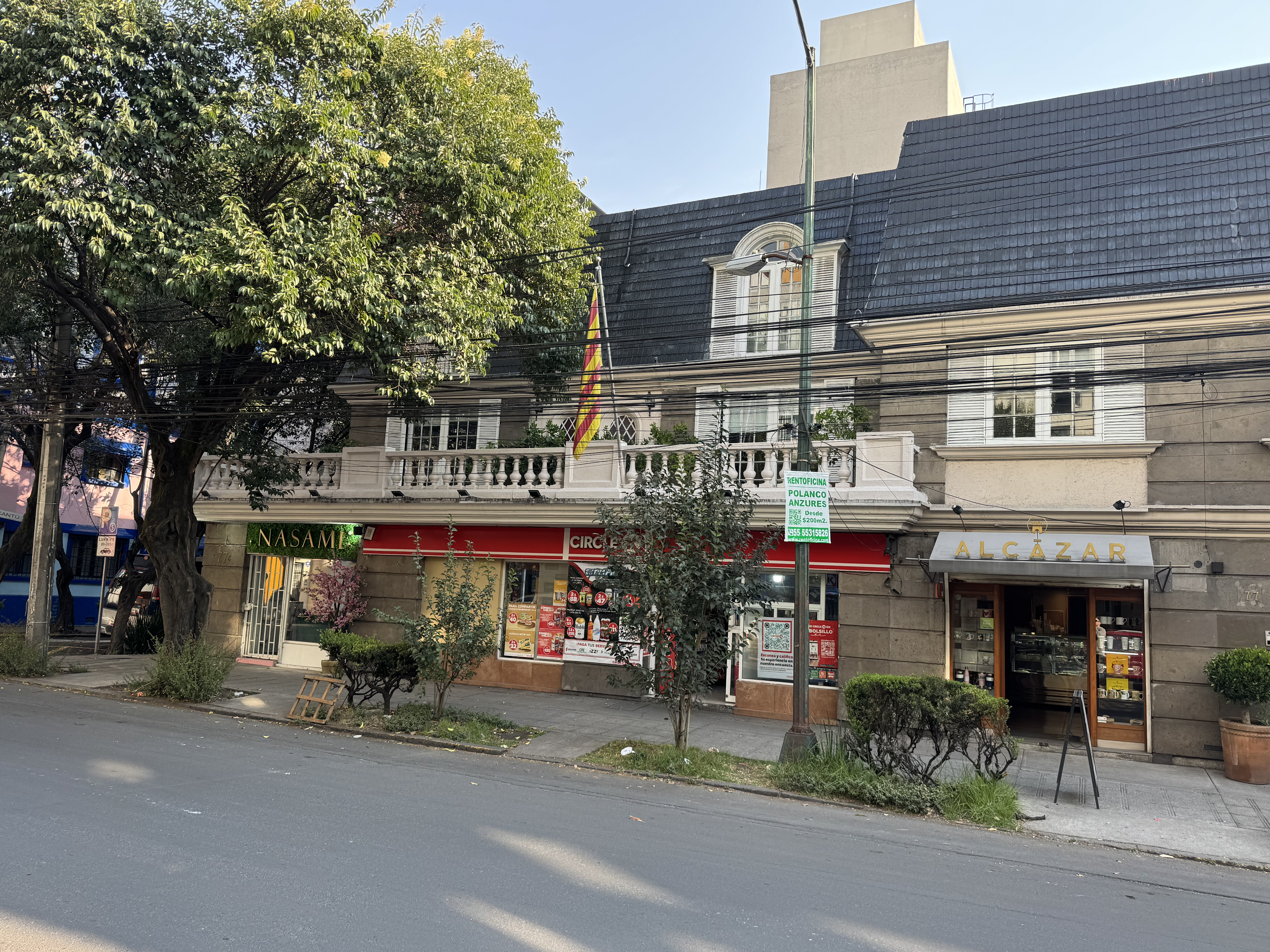
Delegación de la Generalidad de Cataluña en la Ciudad de México, México.

### Cuerpos organizados por la Generalidad de Cataluña
- Mozos de Escuadra
- Bomberos de la Generalidad de Cataluña